# Como Será?
Como Será? foi um programa jornalístico semanal brasileiro, produzido e exibido pela TV Globo entre 9 de agosto de 2014 e 2 de dezembro de 2019, sendo apresentado por Sandra Annenberg. Era exibido nos sábados de manhã, das 7h às 9h. 

## História
Em 2014, a direção da TV Globo decidiu criar um programa único que juntasse todos os assuntos abordados em suas atrações segmentadas dos finais de semana. Em 9 de agosto entrou no ar o Como Será?, abrangendo assuntos de educação, ecologia, ciência e projetos sociais, absorvendo os conteúdos que antes eram divididos nos programas Ação, Globo Ciência, Globo Ecologia, Globo Educação e Globo Universidade – que foram extintos. Max Fercondini, que apresentava o Globo Ecologia, bem como os demais apresentadores dos programas extintos foram remanejados para o novo formato, tornando-se repórteres, enquanto Sandra Annenberg, do Globo Ciência e Globo Educação ficou responsável pela apresentação.
O programa foi cancelado em 2 de dezembro de 2019. Entre 9 de dezembro de 2019 e 19 de fevereiro de 2022, foram exibidas reprises do programa. Em 26 de fevereiro de 2022, foi substituido por reprises do Globo Repórter.